# A Representação do Eu na Vida Cotidiana
A Representação do Eu na Vida Cotidiana (The Presentation of Self in Everyday Life, no original em inglês) é, talvez, o mais importante livro de Erving Goffman. Ele usa conceitos da Teoria do Teatro para retratar a importância das relações sociais. O livro foi publicado inicialmente em 1956 pela Universidade de Edimburgo e depois re-editado em 1959, uma edição revisada, conforme descrevem Elliott e Turner (23 July 2001) em seu Profiles in Contemporary Social Theory. Goffman desenvolveu seu livro a partir de sua tese doutoral como descrevem estes autores. Traduzido e publicado no Brasil pela primeira vez em 1975 pela Editora Vozes tem muitas reedições. Este livro tem ainda uma edição portuguesa pela Editora Relógio D'Água de Lisboa com o título A Apresentação do eu na vida de todos os dias 1993.

## Conceitos
No centro da análise está a relação entre o conceito de "performance" e "fachada". Diferentemente dos outros autores que usaram essa metáfora, Goffman coloca todos os elementos do atuar em consideração: um ator atua em uma posição onde há o palco e os bastidores; há relação entre a peça e a sua atuação; ele está sendo visto por um público, mas ao mesmo tempo, ele é o público da peça encenada pelos espectadores. De acordo com Goffman, o ator social tem a habilidade de escolher seu palco e sua peça, assim como o figurino que ele usará para cada público. O objetivo principal do ator é manter sua coerência e se ajustar de acordo com a situação. Isso é feito, principalmente, com a interação dos outros atores.

## Temas
O maior tema que Goffman trata ao longo do livro é a fundamental importância de possuir um acordo acerca da definição da situação em uma dada interação para manter a coerência. Nas interações, ou performances, as partes envolvidas podem ser público e atores simultaneamente; os atores normalmente atuam de forma que se sobrepõe a si mesmos e encorajam os outros, por diversos meios a aceitar tal definição.
Goffman ressalta que, quando a definição aceita da situação é desacreditada, alguns (ou todos) atores podem fingir que nada mudou. caso acreditem que isso é lucrativo ou manterá a paz. Por exemplo, quando uma dama está em um jantar formal (com o objetivo de causar boa impressão), e seu estômago ronca, os convidados que estão próximos a ela podem fingir que não houve nada e, com isso, ajudar a manter a pose. Goffman declara que esse tipo de atitude acontece em todos os níveis da organização social, dos mais pobres às elites.